# Ewald Liska
Ewald Liska (* 17. November 1937 in Stuttgart; † 16. November 2017) war ein deutscher Physiker, Sänger sowie Journalist und Berater im Bereich Musik.

## Leben
Der 1967 mit der Arbeit Viskoelastizität hochmolekularer Schmelzen, besonders von Äthylenoxidpolymeren an der Universität Stuttgart promovierte und anschließend habilitierte Physiker war zunächst in der Industrie und anschließend als Hochschullehrer an der Universität Ulm tätig.
Von 1978 bis 1998 war er Leitender Musikredakteur in der Abteilung Geistliche Musik und Chormusik beim Süddeutschen Rundfunk, später Südwestrundfunk. Er starb im November 2017, einen Tag vor seinem 80. Geburtstag.

## Wirken
Als Jugendlicher wurde Liska als Bass Konzert- und Liedsänger. Er war von 1955 bis 1969 Kantor in Stuttgart und gehörte diversen Vokalensembles für alte und neue Musik an, so zum Beispiel dem Südfunkchor von 1960 bis 1968, dessen Neuausrichtung er mit vorantrieb, und der Schola Cantorum Stuttgart von 1960 bis 1990, zu deren Gründungsmitgliedern er zählte.
1972 war er Mitbegründer des Ensembles EXVOCO (Expanded Voice Company Stuttgart). Außerdem war er ein Vereinsvorstand des 1983 von ihm mitbegründeten Kunstvereins "Kunstraum 34" in Stuttgart. 1987 rief er unter anderem mit Hubert Beck als Mitinitiator das Festival Europäische Kirchenmusik in Schwäbisch Gmünd ins Leben, dessen künstlerischer Leiter er seit 1999 war.
Des Weiteren war Liska Berater für zahlreiche Musik- und Kompositionswettbewerbe, Mitglied beim Deutschen Musikrat sowie Juror beim Deutschen Chorwettbewerb.

## Auszeichnungen
- 2008 Bundesverdienstkreuz (durch Dietrich Birk)
- 2013 Bürgermedaille der Stadt Schwäbisch Gmünd (durch Richard Arnold)

## Publikationen
- Viskoelastizität hochmolekularer Schmelzen, besonders von Äthylenoxidpolymeren, Stuttgart 1967.
- (Hrsg.): Hommage à Clytus Gottwald: Erinnerungen, Briefe, Kompositionen zum 80. Geburtstag. Stuttgart 2005: Carus-Verlag. ISBN 3-89948-071-6.